# Andrew White
Andrew Nathaniel White III (Washington D.C., 6 september 1942 – aldaar, 11 november 2020) was een Amerikaanse jazz- en r&b-muzikant (bas, saxofoon, hobo, hoorn), muziekproducent en muziekwetenschapper.

## Biografie
Andrew White groeide op in Nashville en keerde terug naar zijn geboortestad om aan de Howard University muziektheorie en hobo te studeren. Hij begon zijn carrière als leider van een eigen JFK kwintet, waarin White altsaxofoon, Ray Codrington trompet, Harry Kilgore pianist, Walter Booker bas Billy Hart drums speelden. Cannonball Adderley bezorgde de band een opnamesessie bij Riverside Records, waarbij het debuutalbum New Jazz Frontiers from Washington ontstond, dat werd geproduceerd door Adderley. Echter na de tweede Riverside-lp Young Ideas werd de band in september 1963 ontbonden.
Na zijn studie aan de Howard University vervolgde hij zijn studies in Tanglewood en aan het Parijse muziekconservatorium. In 1965 trad hij op in de Blue Note Club met o.a. Marc Hemmeler (piano) en Michel Goudry (bas). Na zijn terugkeer naar de Verenigde Staten werkte hij met een Rockefeller-studiebeurs twee jaar aan de State University of New York in Buffalo. Als hoboïst speelde hij in het American Ballet Theater in 1968–1970 in New York. Na zijn terugkeer naar Washington D.C. werkte hij met Shirley Horn in de Showboat Lounge. In 1968 ging hij met Stevie Wonder als bassist op tournee, daarna van 1970 tot 1975 bij The 5th Dimension.
Vanaf begin jaren 1970 begon White zich bezig te houden met de muziek van John Coltrane. Daarnaast richtte hij zijn label Andrew's Music op, waarbij zijn soloalbum Andrew Nathaniel White II verscheen en later in totaal 40 albums volgden, van klassieke hobo-muziek tot funkmuziek van de vroege jaren 1970. Als sideman werkte White in 1970 als saxofonist mee bij McCoy Tyners lp Asante en als hoboïst bij diens album Cosmos. Op de Weather Report-albums Sing the Body Electric (1972) en Sweetnighter (1973) is hij te horen als hoornist en deels ook als basgitarist. Als saxofonist bij Bobby Watsons album E.T.A. White arrangeerde en leidde hij in 1976 tijdens het Newport Jazz Festival in New York een aan Coltrane opgedragen bigbandtribuut. Tijdens de jaren 1980 werkte hij met een eigen kwartet met o.a. Mal Waldron en speelde hij alt- en sopraansaxofoon. Hij werkte bij Elvin Jones, Beaver Harris (1983), het Julius Hemphill Saxophone Sextet (1987) en het saxofoonsextet De Zes Winden (1999).
White werd 78 jaar oud.

## Discografie
- 1974: Passion Flower (Andrew's Music)
- 1975: Marathon (Andrew's Music)
- 1976: Maxine Spotts and Brown (Andrew's Music)
- 1976: Seven Giant Steps for Coltrane (Andrew's Music)
- 1979: Fonk Update (Andrew's Music)
- 1979: I Love Japan (Andrew's Music)
- 1979: Andrew White Live in New York at the Ladies Fort (Andrew's Music)

- Bibliothèque nationale de France: cb13925538t (data)
- Gemeinsame Normdatei: 119366606
- International Standard Name Identifier: 0000 0001 1436 3310
- Library of Congress Control Number: n81072532
- MusicBrainz: 3bc8a7bd-419d-49b7-b7c7-0841744b0730
- Nederlandse Thesaurus van Auteursnamen: 133948935
- SNAC: w6m34t8g
- Virtual International Authority File: 198683
- WorldCat: E39PBJtRHMvHcgXcPfQrt8kMT3